# 欧仁·巴尔姆
欧仁·巴尔姆（法語：Eugène Balme，1874年11月22日—1914年2月24日），法国男子射击运动员。他曾代表法国参加1900年和1908年夏季奥林匹克运动会射击比赛，共获得二枚铜牌。他于1914年在巴黎自杀。